# Sacri Cuori di Gesù e Maria a Tor Fiorenza

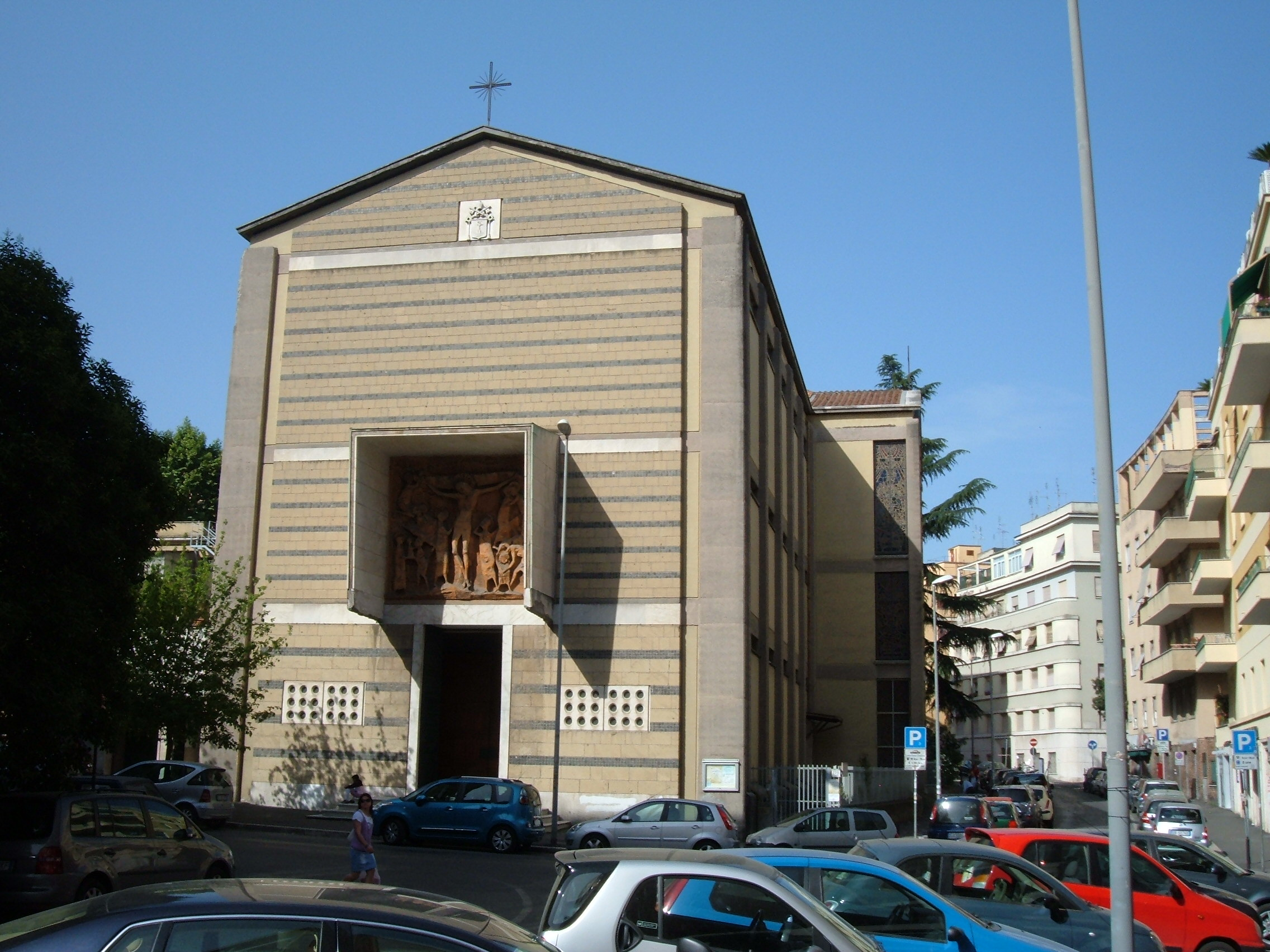
Außenansicht

Sacri Cuori di Gesù e Maria a Tor Fiorenza („Kirche der heiligen Herzen Jesu und Mariens am Fiorenza-Turm“) ist eine Titelkirche in Rom.

## Überblick
Die Pfarrgemeinde wurde am 13. Juli 1950 mit dem Erlass Universo gregi durch Kardinalvikar Francesco Marchetti Selvaggiani gegründet. Der von den Architekten Mario Paniconi und Giulio Pediconi geplante Kirchenbau wurde 1956/57 erstellt und am 18. März 1957 durch Luigi Traglia geweiht. Am 14. Februar 2015 folgte die Erhebung zur Titelkirche der römisch-katholischen Kirche durch Papst Franziskus. Namensgebend sind das Heiligste Herz Jesu und das Unbefleckte Herz Mariä.
Die Ziegelfassade wird unterteilt von drei Travertin-Bändern. Oberhalb der Fassade ist das Wappen von Papst Pius XII. eingelassen. Eine Kreuzigungsszene aus Terrakotta wurde von dem Künstler Alfio Castelli erstellt. Der Innenraum hat ein einziges, hohes Schiff, im Schnitt als ein lateinisches Kreuz strukturiert. Charakteristisch ist die Balkendecke aus Stahlbeton. Die Apsis zeigt eine Mosaikdarstellung von Jesus und Maria. Der Altarraum wurde neu gestaltet. Der Kreuzweg an den Innenwänden ist von dem Künstler Sergio Marcelli.
Die Kirche befindet sich an der Via Poggio Moiano 12 im römischen Quartier Trieste im Norden Roms.

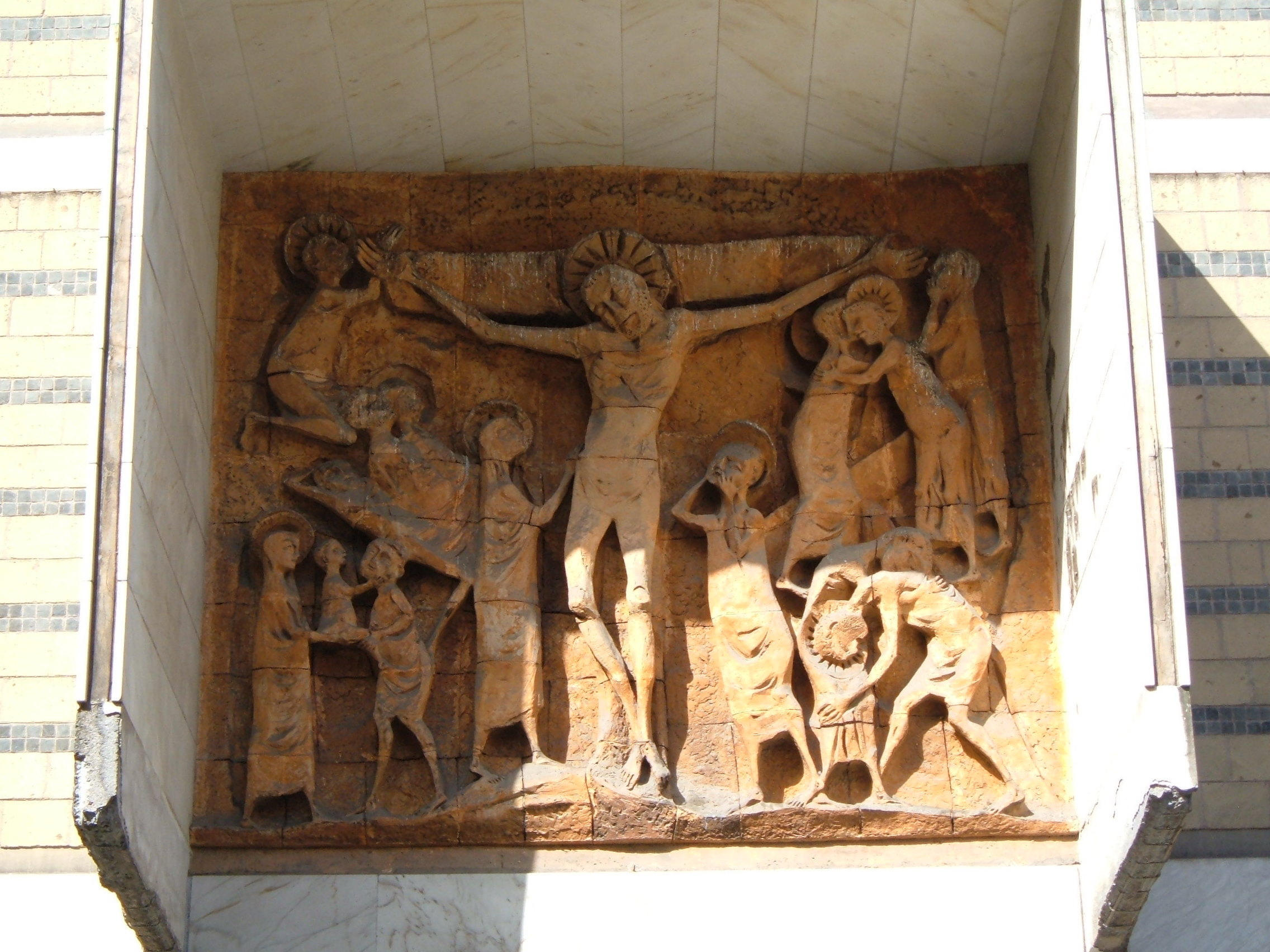
Darstellung der Kreuzigung Jesu (Künstler Alfio Castelli)
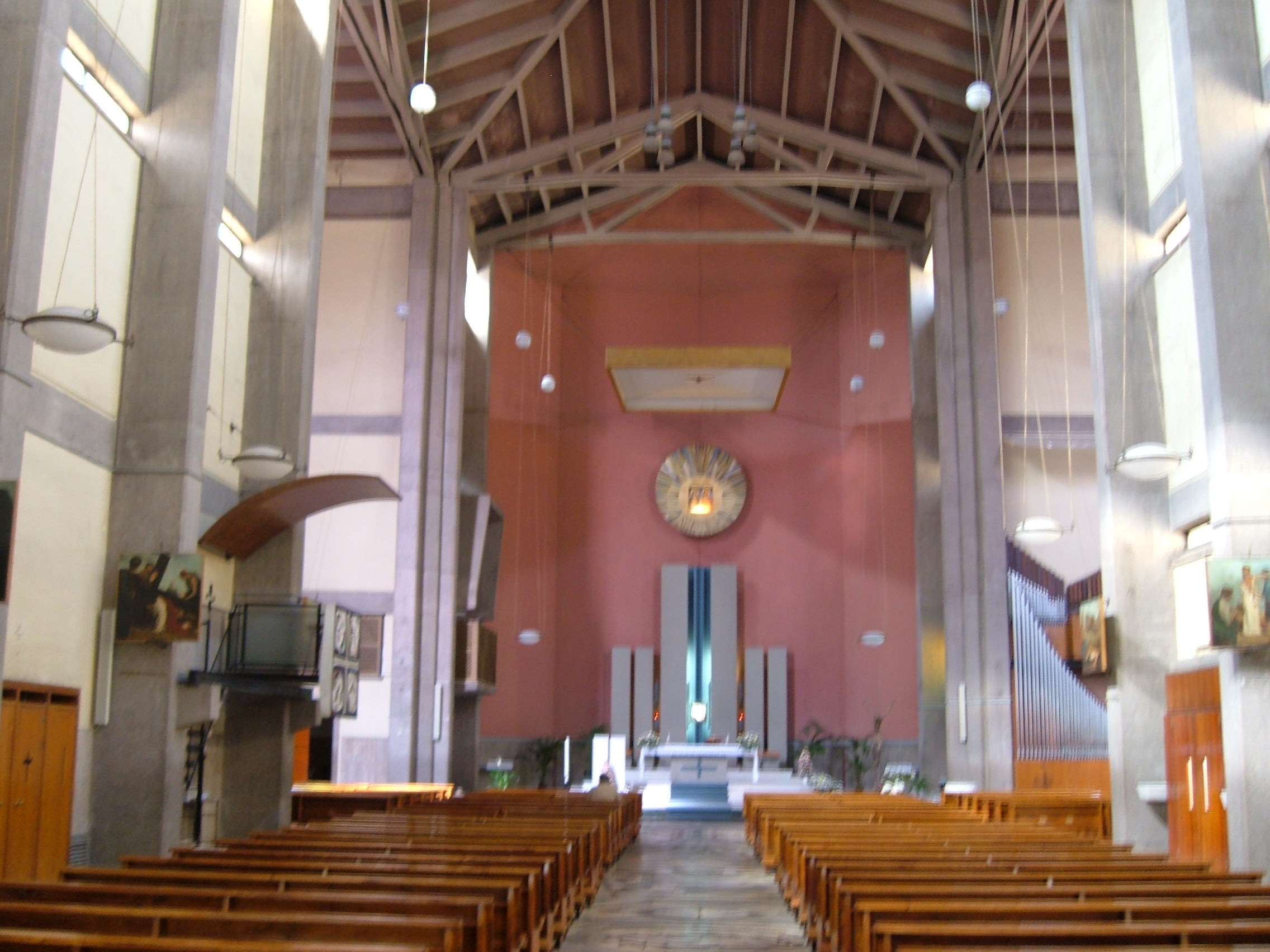
Innenraum mit Altar

## Kardinalpriester
- Edoardo Menichelli, seit 14. Februar 2015